# 지샤넬
지샤넬은 대한민국의 가수다. 2020년 디너프 싱글 앨범 [전화벨]로 데뷔했다.

## 방송
- 쇼미더머니 10 (2021) - Top56

## 공연
- 막주금라이브 Festa : SNL (2021)